# Taufaʻahau Manumataongo
Príncipe Taufa'ahau Manumataongo Tuku'aho (10 de maio de 2013, Auckland, Nova Zelândia)  é um príncipe tonganês e o segundo na linha de sucessão ao trono de Tonga.

## Primeiros anos
Ele nasceu em Auckland City Hospital, filho do príncipe herdeiro Tupouto'a'Ulukalala e da princesa Sinaitakala Fakafanua, nasceu durante o reinado de seu avô Rei Tupou VI. Seu nascimento teria sido "recebido por muitos Tongeses ao redor do mundo", nomeadamente através de mídias sociais.

## Títulos e estilos
Taufa'ahau Manumataongo é denominado como: Sua Alteza Real Príncipe Taufa'ahau Manumataongo Tuku'aho 